# Episodi di Flikken - Coppia in giallo (quinta stagione)
La quinta stagione della serie televisiva Flikken - Coppia in giallo (Flikken Maastricht) è andata in onda nei Paesi Bassi dal 7 gennaio 2011 su TROS.
In Italia ha esordito nel 2012 su Rete 4.
| nº | Titolo originale    | Titolo italiano              | Prima TV Paesi Bassi | Prima TV Italia |
| -- | ------------------- | ---------------------------- | -------------------- | --------------- |
| 1  | Begraven            | Lotta contro il tempo        | 7 gennaio 2011       |                 |
| 2  | Geript              | La rapina                    | 14 gennaio 2011      |                 |
| 3  | Verzorgd            | La fattoria sociale          | 21 gennaio 2011      |                 |
| 4  | Ontspoord           | Rapimento anomalo            | 28 gennaio 2011      |                 |
| 5  | Wie zaait...        | Mais insanguinato            | 4 febbraio 2011      |                 |
| 6  | Huwelijk op de Maas | Il padre della sposa         | 11 febbraio 2011     |                 |
| 7  | Nieuwe wijn         | L'ultima goccia di champagne | 18 febbraio 2011     |                 |
| 8  | Aangereden          | L'auto pirata                | 25 febbraio 2011     |                 |
| 9  | Inkom               | Sballo alla festa            | 4 marzo 2011         |                 |
| 10 | Schuld              | L'infiltrato                 | 11 marzo 2011        |                 |